# 藤田光学工業
藤田光学工業（ふじたこうがくこうぎょう）は日本にかつて存在したレンズメーカー、カメラメーカーである。
1928年レンズメーカーとして出発した。1954年4月に6×6cm判一眼レフカメラの試作を始め、1955年量産試作に入り、1956年3月アメリカ向けにカメラ名カリマーレフレックス（Kalimar Reflex）、レンズ名カリガー（Kaligar ）で生産を開始し、輸出した。1957年11月日本国内向けにフジタ66として発売した。

## カメラ製品一覧

### 120フィルム使用カメラ

#### フジタ66シリーズボディー
6×6cm判一眼レフカメラ。二眼レフカメラを縦に圧縮したような形状。
- フジタ66ST型（1957年11月発売） - セルフコッキング。シャッターは布幕フォーカルプレーン。シャッターボタンを離すとミラーが復帰する。セミオートマット式[1]。
- フジタ66SL型（1958年9月発売） - 1/5、1/10秒のスローシャッターを装備した[2]。フジタ66ST型のスローシャッター装備改造も受け付けた[1]。
- フジタ66SQ型（1964年9月発売） - ミラーがクイックリターン式となった[1]。

#### フジタ66シリーズ用レンズ
- フジター52mmF3.5 - 6群6枚[3]。中型カメラで最初のレトロフォーカス型レンズであった。非常に優秀[2]。
- フジター80mmF3.5 - 3群3枚[3]。ソフトで一般向きではないが不思議な描写をする[2]。
- フジター150mmF4 - 4群5枚[3]。ゾナーには及ばないがゾナーより逆光には強い[2]。